# سلطان الدوسري
سلطان الدوسري ، لاعب كرة قدم سعودي يلعب حالياً في نادي طويق.

## مسيرة اللاعب
كانت بداياته مع نادي الوحدة وانتقل إلى نادي الأهلي في عام 2011 و لعب معهم موسم واعاره الأهلي بعدها إلى الفيصلي واستغنى عنه الأهلي بعدها وانتقل إلى نادي الوحدة في عام 2016 و لعب معهم موسمين ووقع بعدها مع نادي الشعلة و بعدها مع نادي نجران و بعدها انتقل إلى نادي القادسية و بعدها وقع مع نادي عرعر ونادي النهضة ونادي الشرق ونادي طويق.

## روابط خارجية
- سلطان الدوسري على موقع قاعدة بيانات كرة القدم.إي يو (الإنجليزية)
- سلطان الدوسري على موقع Soccerway.com (الإنجليزية)